# Billens

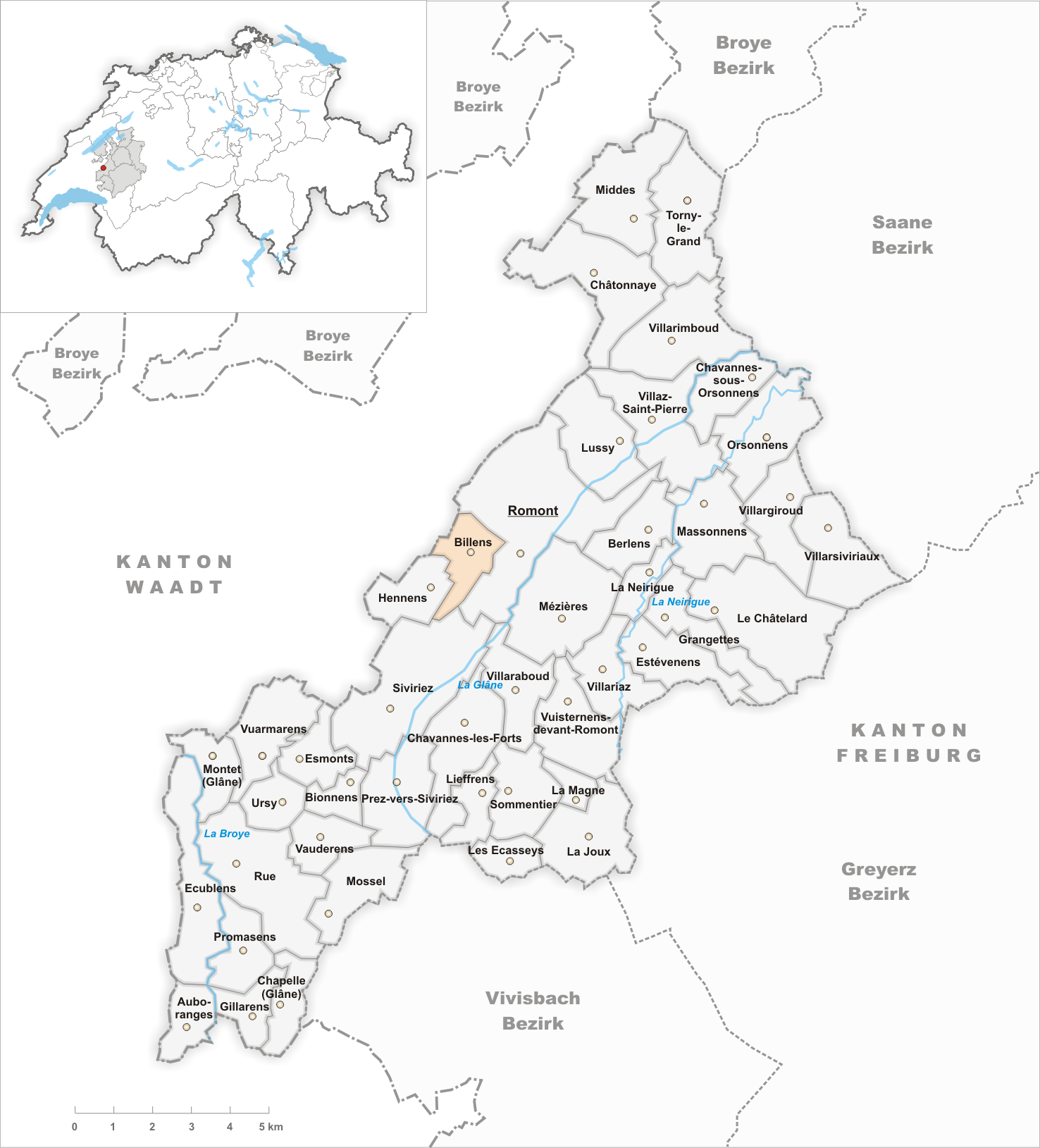
Gemeindestand vor der Fusion am 1. Januar 1998

Billens ist eine ehemalige Gemeinde des Bezirks Glâne im Schweizer Kanton Freiburg. Am 1. Januar 1998 wurde sie mit der ehemaligen Gemeinde Hennens zur Gemeinde Billens-Hennens fusioniert.

## Geschichte

Historisches Luftbild von Werner Friedli von 1964

Billens ist an der Kantonsstrasse Romont–Lucens gelegen und wurde 1155 erstmals unter Bitlens erwähnt. Die im 15. Jahrhundert erworbene Burg der Herren von Billens wurde nach 1718 zerstört. Ein neues, ausserhalb des Dorfes erbautes Schloss wurde 1864 dem Staat Freiburg vermacht und fortan als Bezirkshospiz verwendet. Seit 1937 dient es als Spital, das der Region viele Arbeitsplätze verschafft. Die Herrschaft der adligen Familie von Billens (12.–15. Jahrhundert), Vasallen des Bischofs von Lausanne, dann des Hauses Savoyen, umfasste das Gebiet der Gemeinde und bis 1239 auch den Hügel von Romont. Sie ging 1365 durch Heirat in den Besitz der Grafschaft von Greyerz über und wurde vor 1402 in die Herrschaft Palézieux eingefügt. 1402 ging sie durch Kauf an Richard d’Illens, dann wurden die Zinsen und Abgaben Michel de Fer überlassen. Vom ausgehenden 15. Jahrhundert an wechselte sie bis 1648 mehrmals die Besitzer, um danach bis 1798 im Besitz der de Gottrau zu verbleiben. Von 1536 an gehörte Billens zur Vogtei, 1798–1848 zum Distrikt Romont. Die Pfarrei, 1228 erwähnt, umfasst auch Hennens. Das Kollaturrecht gehörte der Familie Billens und den ihr folgenden Inhabern der Herrschaft Billens; es wurde 1826 der Pfarrei überlassen. Die Kirche Saint-Maurice wurde 1659 vergrössert und 1827–1831 umgebaut. Im Zuge der Internierung der Bourbaki-Armee nach dem Deutsch-Französischen Krieg 1871 starben im örtlichen Hospiz neun französische Soldaten. Das Gewerbe umfasste im 19. Jahrhundert Mühlen und Sägereien. Die Gemeinde ist, unter Wahrung ihres ländlichen Charakters, zu einem Vorort von Romont geworden.

## Bevölkerung
Einwohnerzahlen: Volkszählungsdaten

## Persönlichkeiten
- Jean-Philippe Sugnaux (?–1875), römisch-katholischer Missionar in Pondicherry, Indien.[4]